# Francisco Javier Yanguas
Francisco Javier Yanguas (1972-) es un político español de Unión del Pueblo Navarro.

## Biografía
Francisco Javier Yanguas nació en Pamplona en 1972. Desde 2003 a 2015 fue alcalde de Fitero. Desde 2011 ha sido senador en la X, XI y XII legislatura. Pertenece al Grupo Mixto.